# Championnat de France des rallyes 1995
Navigation
Édition précédente Édition suivante
Le titre 1995 du Championnat de France des rallyes est remporté pour la seconde fois consécutive par le pilote corse Patrick Bernardini sur Ford Escort RS Cosworth. C'est aussi le 3e titre consécutif pour la Ford Escort RS Cosworth, et 5e titre consécutif pour une Ford groupe A. Malgré l'arrivée des Kit-Car (Renault Clio Maxi et Peugeot 306 Maxi), une 4x4 turbo gagne de nouveau le championnat de France, mais les « deux litres françaises » ont démontré qu'elles pouvaient être devant une fois passée la mi-saison et leurs problèmes d'usures des pneus avant été réglés comme le démontrent les trois victoires de suite de Philippe Bugalski.
La saison sera marquée par le tragique décès de Thierry Renaud lors du Rallye Grasse-Alpin et des grands débuts de la Peugeot 306 Maxi au Rallye Alsace-Vosges.

## Réglementation du championnat
voici quelques points principaux de la réglementation :
- Barème des points :

Les points sont attribués au scratch, au groupe et à la classe selon le système suivant :
| Place   | 1er | 2e | 3e | 4e | 5e | 6e |
| ------- | --- | -- | -- | -- | -- | -- |
| Général | 9   | 6  | 4  | 3  | 2  | 1  |
| Groupe  | 6   | 4  | 3  | 2  | 1  |    |
| Classe  | 5   | 3  | 2  | 1  |    |    |

Seuls les huit meilleurs résultats sont retenus. 
- Véhicules admis :

Autos conformes à la réglementation technique en cours des groupes A (y compris les kit-cars) et N. Les autos caduques (FA, FN, et F) roulent dans un national de doublure.

## Rallyes de la saison 1995
| N° | Dates                     | Rallye                 | Vainqueur          | Copilote           | Voiture                 |
| 1  | 31 mars-2 avril           | Rallye Grasse-Alpin    | Patrick Bernardini | Jean-Marc Andrié   | Ford Escort RS Cosworth |
| 2  | 1er mai-6 mai             | Tour de Corse          | Didier Auriol      | Denis Giraudet     | Toyota Celica GT4       |
| 3  | 9 juin-11 juin            | Rallye Alsace-Vosges   | Patrick Bernardini | Jean-Marc Andrié   | Ford Escort RS Cosworth |
| 4  | 23 juin-25 juin           | Ronde Cévenole         | Patrick Bernardini | Jean-Marc Andrié   | Ford Escort RS Cosworth |
| 5  | 21 juillet-23 juillet     | Rallye du Rouergue     | Philippe Bugalski  | Jean-Paul Chiaroni | Renault Clio Maxi       |
| 6  | 1er septembre-3 septembre | Rallye du Mont-Blanc   | Philippe Bugalski  | Jean-Paul Chiaroni | Renault Clio Maxi       |
| 7  | 29 septembre-1er octobre  | Rallye du Limousin     | Philippe Bugalski  | Jean-Paul Chiaroni | Renault Clio Maxi       |
| 8  | 20 octobre-22 octobre     | Rallye du Touquet      | Patrick Bernardini | Jean-Marc Andrié   | Ford Escort RS Cosworth |
| 9  | 4 novembre-6 novembre     | Critérium des Cévennes | Patrick Bernardini | Jean-Marc Andrié   | Ford Escort RS Cosworth |
| 10 | 24 novembre-26 novembre   | Rallye du Var          | Patrick Bernardini | Jean-Marc Andrié   | Ford Escort RS Cosworth |

## Classement du championnat
| Place | Pilote             | Voiture                      | 1   | 2   | 3   | 4   | 5   | 6   | 7   | 8   | 9   | 10  | Points |
| ----- | ------------------ | ---------------------------- | --- | --- | --- | --- | --- | --- | --- | --- | --- | --- | ------ |
| 1er   | Patrick Bernardini | Ford Escort RS Cosworth      | 1er | 7e  | 1er | 1er | ab  | ab  | 3e  | 1er | 1er | 1er | 141    |
| 2e    | Philippe Bugalski  | Renault Clio Maxi            | ab  | 9e  | 2e  | 2e  | 1er | 1er | 1er | 8e  | 2e  | 3e  | 125    |
| 3e    | Gérard Maurtin     | Ford Escort RS Cosworth Gr N | 5e  |     | ab  | 7e  | 10e | 12e | 8e  | ab  | 10e | 7e  | 59     |
| 4e    | Jean-Marc Santoni  | Ford Escort RS Cosworth Gr N | 4e  | ab  | 5e  | 13e | 11e | ab  | ab  | DQ  | 11e | 6e  | 58     |
| 5e    | Fabien Doenlen     | Peugeot 306 Maxi             |     |     | 3e  | 3e  | 4e  | 5e  | 2e  | 2e  | ab  | ab  | 57     |
| 6e    | Gilles Panizzi     | Peugeot 306 Maxi             |     | 12e | ab  | 6e  | 3e  | 2e  | 32e | ab  | 4e  | 2e  | 51     |
| 7e    | Nicolas Latil      | Ford Escort RS Cosworth Gr N |     |     |     |     |     | 9e  | 10e | 6e  | 8e  | ab  | 39     |
| 8e    | Jean Ragnotti      | Renault Clio Maxi            | ab  | 11e | 4e  | 10e | 5e  | 4e  | ab  | 3e  | 5e  | 5e  | 37     |
| 9e    | Marco Massarotto   | Subaru Impreza               | 2e  |     | ab  | ab  | 6e  | ab  | 4e  |     | ab  | 4e  | 35     |
| 10e   | Serge Jordan       | Renault Clio Maxi            |     |     |     |     | 2e  | 3e  | ab  | ab  | 3e  | 18e | 32     |

### Autres championnats/coupes sur asphaltes
- Championnat de France des Rallyes-Copilotes :
  - 1erJean-Marc Andrié avec 141pts
  - 2e Jean-Paul Chiaroni avec 125pts
  - 3e Brigitte Maurin avec 59pts

- Championnat de France des Rallyes-"Pilotes 2 Litres" :
  - 1erPhilippe Bugalski sur Renault Clio Maxi avec 307pts
  - 2e Fabien Doenlen sur Peugeot 306 Maxi avec 165pts
  - 3e Gilles Panizzi sur Peugeot 306 Maxi avec 152pts

- Championnat de France des rallyes 2e Division : 
  - 1erHugues Delage sur BMW M3 avec 240pts
  - 2e Michel Rats sur Renault Clio Maxi avec 195pts
  - 3e Sabir Gany sur BMW M3 avec 151pts

- Volant Peugeot 106 Rallye : 
  - 1erLionel Montagne avec 140pts
  - 2e Vincent Leduc avec 132pts
  - 3e Christian Bruzi avec 108pts

- Challenge Citroën AX GTI : 
  - 1erMaurice Benier avec 256pts
  - 2e Éric Fabre avec 247pts
  - 3e Éric Boreau avec 210pts

- Trophée Citroën ZX : 
  - 1erPhilippe Jalouzot avec 310pts
  - 2e Patrice Rouilt avec 301pts
  - 3e Daniel Forès avec 206pts

- Coupe Renault Clio Williams : 
  - 1erMichel Deleuze avec 194pts
  - 2e Michel Giraldo avec 165pts
  - 3e Jacky Deborde avec 101pts

- Trofeo Fiat Cinquecento : 
  - 1erRenaud Poutot avec 122pts
  - 2e Cédric Robert avec 116.5pts
  - 3e Lucien Florel avec 95.5pts